# سامي ماطري
سامي ماطري (مواليد 2 أغسطس 1994) هو لاعب كرة قدم سعودي.

## مسيرة اللاعب
لعب في نادي حطين ونادي الانتصار.